# Borak (Orebić)
Borak je malá osada v Chorvatsku na pobřeží poloostrova Pelješac nedaleko vesnice Potomje, která administrativně spadá pod opčinu města Orebić v Dubrovnicko-neretvanské župě.

## Krajina
Ve vesničce jsou dvě pláže, na první jsou útesy, které je možné zkoumat pod vodou, na druhé pláži útesy nejsou a je vhodná k plavání. Krajina v okolí je suchá a nachází se subtropickém podnebném pásmu. Z vesničky je vidět hora Svateho Ilji (961 m), která se tyčí nad Orebićem a je nejvyšším vrcholem poloostrova Pelješac.

## Obyvatelé

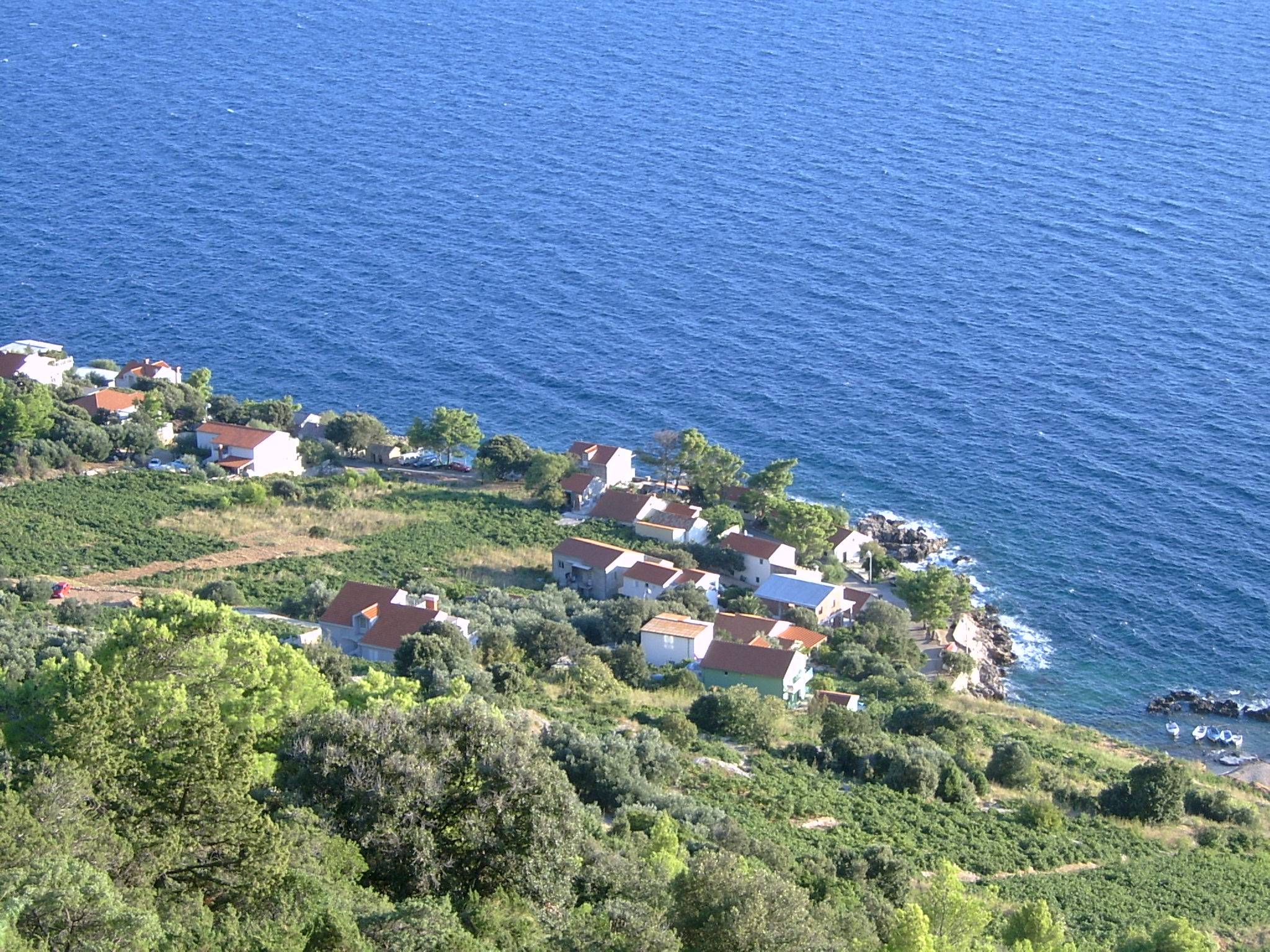
Cestou do Boraku

Obyvatelé se zde živí převážně vinařstvím. Nejznámější produkt je víno Dingač a Plavac, lisovaný z odrůdy Plavac Mali, dále se také živí v sezoně rybařením a turistikou. Těžké víno z těchto hroznů obsahuje přes 14 % alkoholu. Jen víno z révy, která se pěstuje na těchto svazích se smí nazývat Dingač. Vesnička je převážně tvořena apartmány, které vznikly z bývalých vinařských domků. V Boraku po celý rok žijí přibližně 3 rodiny stálých obyvatel. V sezóně jsou zde otevřeny dvě krčmy a jedno malé občerstvení se zmrzlinou.

## Fauna
V moři je vidět mnoho druhů ryb a také chobotnice nebo delfíny. Šelmy zastupuje druh šakala, který se vyskytuje jen na poloostrově Pelješac a také liška a promyka mungo